# Big Bam Boom
Big Bam Boom è il dodicesimo album del duo Hall & Oates, pubblicato nel 1984.
Nel 2004 venne pubblicata una riedizione dalla BMG con quattro bonus track.

## Tracce
1. Dance on Your Knees (Daryl Hall, Arthur Baker) - 1:27
2. Out of Touch (Hall, John Oates) - 4:21
3. Method of Modern Love (Hall, Janna Allen) - 5:34
4. Bank on Your Love (Hall, Oates, Sara Allen) - 4:24
5. Some Things are Better Left Unsaid (Hall) - 5:27
6. Going Thru the Motions (Hall, Oates, J. Allen, S. Allen) - 5:38
7. Cold Dark and Yesterday (Oates) - 4:40
8. All American Girl (Hall, Oates, S. Allen) - 4:28
9. Possession Obsession (Hall, Oates, S. Allen, J. Allen) - 4:35

### Bonus track ristampa BMG 2004
1. Out of Touch (12" version)
2. Method of Modern Love (12" version)
3. Possession Obsession (12" version)
4. Dance on Your Knees (12" version)

## Formazione
- Daryl Hall - voce, chitarra, sintetizzatore, vibrafono
- John Oates - voce, chitarra, sintetizzatore, synth-guitar
- G.E. Smith - chitarra
- Brian Doyle - chitarre, armonica
- Tom "T-Bone" Wolk - sintetizzatore, basso, chitarra, arrangiamenti
- Mickey Curry - batteria
- Jimmy Bralower - sintetizzatore, batteria, sassofono, Linn Drum
- Charles DeChant - tastiere, sassofono, cori
- Robbie Kilgore - tastiere, programmazione sintetizzatori
- Bashiri Johnson - percussioni, timbales
- Jay Burnett - percussioni
- Wells Christy - sintetizzatore, synclavier
- Tommy Mottola - direzione
- Coati Mundi - voce spagnola

## Produzione
- Arthur Baker, Bob Clearmountain, Daryl Hall, John Oates: produzione
- Jay Burnett, Bob Clearmountain, Gary Hellman: suono
- Bob Cleamountain: missaggio
- Arthur Baker: consulente missaggio
- Bob Ludwig: mastering